# Marino y la Patrulla Oceánica
Marino y la Patrulla Oceánica (海底少年マリン Kaitei Shōnen Marin?) es un anime de 1966, originalmente producida en Japón entre 1966 y 1967 por Minoru Adachi a través de K Fujita Associates Inc, y relanzado para la televisión por Japan Tele Cartoons y Seven Arts Television. Está basado en un anime de 1965 llamado Dolphin Oji.
Fue el primer dibujo animado producido como un esfuerzo común entre los estudios japoneses y norteamericanos (La serie era animada en Japón basada en los argumentos de los guionistas de USA). El show fue un éxito en ambos países.

## Argumento
Este anime de superhéroes trata de un adolescente llamado Marino el cual andaba bajo el agua gracias a que "respiraba" masticando una especie de chicle llamado "oxi-goma" que le proporcionaba el vital oxígeno, luchaba contra diversos malandrines y monstruos marinos arrojándoles una especie de bumerán eléctrico y se desplazaba con una botas con propulsión a chorro. Su padre fue parte de la Patrulla Oceánica, una organización que mantenía la paz y seguridad en los mares mundiales.
El programa constó de tres temporadas: la primera de 36 episodios y las últimas de 78 cada una. Se emitió en casi toda Latinoamérica (aunque no todos los episodios) y en algunos países de habla inglesa como Estados Unidos, Reino Unido y Australia.

## Personajes
- Marino: el personaje central, un chico vestido con un traje de buzo color rojo.
- Neptina: una sirena, amiga de Marino.
- Chapotín/Splasher: un delfín, amigo de Marino.
- Dr. Marino: el fallecido padre de Marino.
- Pipo: asistente de Marino, conduce el submarino P-1 de la Patrulla Oceánica y viste playera amarilla y boina roja.
- Torovoltán/Torobolton: asistente de Marino, conduce el submarino P-1 de la Patrulla Oceánica, viste igual que Pipo.
- Profesor Tritón/Profesor Fumble: amigo de Marino y de su finado padre.
- Cli Cli: amiguito de Marino.

## Doblaje
Esta serie fue doblada al castellano en Puerto Rico (para su emisión en Hispanoamérica) en los estudios Film and Dubbing Productions (F&D).
| Personaje                          | Actor original (Japón)    | Actor de doblaje (Español-Latinoamérica-Puerto Rico) |
| ---------------------------------- | ------------------------- | ---------------------------------------------------- |
| Marino                             | Yoshiko Ohta Noriko Ohara | Ofelia D'Acosta                                      |
| Dr. Marino                         | Goro Noya                 | Benjamín Morales                                     |
| Pipo                               | Nachi Nozawa              |                                                      |
| Torobolton                         | Takuzou Kamiyama          | Santos Nazario                                       |
| Profesor Tritón                    | Kazuo Kumakura            | Félix Antelo                                         |
| Chapotín                           | Masako Nozawa             |                                                      |
| Neptina                            | Yoshiko Matsuo            |                                                      |
| Cli Cli                            | Masako Sugaya             |                                                      |
| Título de presentación y narración |                           | Jorge Raúl Guerrero                                  |

## Curiosidades
- Marino tiene parecido físico con Sombrita otro personaje de anime hecho por la misma empresa: Japan Tele Cartoons.
- Jimmy Neutrón en uno de sus capítulos mastica un poco de chicle que le permite respirar bajo el agua, una clara referencia a Marino.